# Bayas
Bayas – miejscowość i gmina we Francji, w regionie Nowa Akwitania, w departamencie Żyronda.
Według danych na rok 1990 gminę zamieszkiwało 447 osób, a gęstość zaludnienia wynosiła 41 osób/km² (wśród 2290 gmin Akwitanii Bayas plasuje się na 752. miejscu pod względem liczby ludności, natomiast pod względem powierzchni na miejscu 1005.).